# Freeburg (Pennsilvània)
Freeburg és una població dels Estats Units a l'estat de Pennsilvània. Segons el cens del 2000 tenia 584 habitants.

## Demografia
Segons el cens del 2000, Freeburg tenia 584 habitants, 242 habitatges, i 171 famílies. La densitat de població era de 805,3 habitants per quilòmetre quadrat.
Dels 242 habitatges en un 28,5% hi vivien nens de menys de 18 anys, en un 56,2% hi vivien parelles casades, en un 7,4% dones solteres, i en un 29,3% no eren unitats familiars. En el 26,9% dels habitatges hi vivien persones soles el 15,3% de les quals corresponia a persones de 65 anys o més que vivien soles. El nombre mitjà de persones vivint en cada habitatge era de 2,41 i el nombre mitjà de persones que vivien en cada família era de 2,86.
Per edats la població es repartia de la següent manera: un 23,6% tenia menys de 18 anys, un 7% entre 18 i 24, un 26,7% entre 25 i 44, un 23,6% de 45 a 60 i un 19% 65 anys o més.
L'edat mediana era de 40 anys. Per cada 100 dones de 18 o més anys hi havia 89,8 homes.
La renda mediana per habitatge era de 30.729 $ i la renda mediana per família de 40.357 $. Els homes tenien una renda mediana de 29.821 $ mentre que les dones 20.625 $. La renda per capita de la població era de 15.893 $. Entorn del 4,5% de les famílies i el 9,1% de la població estaven per davall del llindar de pobresa.

## Poblacions més properes
El següent diagrama mostra les poblacions més properes.